# Oiolyke
Oiolyke (altgriechisch Οἰολύκη Oiolýkē), auch Deilyke (Δειλύκη Deilýkē), ist eine Gestalt der griechischen Mythologie. Sie ist die Tochter des Hekatoncheiren Briareos und der Kymopoleia, einer Tochter Poseidons.
Nach einem Scholion zu Apollonios von Rhodos soll sie Ibykos zufolge die Besitzerin des Gürtels der Amazonenköniginnen gewesen sein, den Herakles in seiner neunten Arbeit holen musste und der sonst Hippolyte zugeschrieben wird.